# Hinteres Sommerhofental
Hinteres Sommerhofental ist ein mit Verordnung des Regierungspräsidiums Stuttgart vom 17. November 1997 ausgewiesenes Naturschutzgebiet mit der Nummer 1.225. 

## Lage
Das Naturschutzgebiet befindet sich in den Naturräumen Schönbuch und Glemswald und Obere Gäue. Es liegt im Tal des Sommerhofenbaches im Nordosten der Stadt Sindelfingen. Das Schutzgebiet ist Teil des FFH-Gebiets Nr. 7220-311 Glemswald und Stuttgarter Bucht und wird auf drei Seiten eingeschlossen vom Landschaftsschutzgebiet Nr. 1.15.089 Glemswald. Es bildet eine natürliche Einheit mit dem flächenhaften Naturdenkmal Spitzbaierin.

## Schutzzweck
Laut Verordnung ist der Schutzzweck die Erhaltung der Sumpf- und Bruchwälder sowie der Aue des naturnahen Sommerhofenbaches
- als Biotopkomplex aus extensiv genutzten Wiesen, Wald-, Sumpf- und Saumbiotopen,
- als strukturreichen Lebensraum für eine Vielzahl teilweise bedrohter Pflanzen- und Tierarten,
- als landschaftlich reizvolles Wiesental,
- sowie die Förderung einer ungestörten Entwicklung des Sommerhofenbaches.

## Flora und Fauna
Im Gebiet kommen die Pflanzenarten Trollblume und Knöllchen-Steinbrech vor. Unter den Amphibienarten konnten nachgewiesen werden: Berg-, Teich- und Fadenmolch, Grasfrosch, Erdkröte und Gelbbauchunke. An Tagfalterarten müssen Großer Schillerfalter und Großer Fuchs genannt werden. Die Seggenwiesen bieten Lebensraum für die Große Goldschrecke und in den Gräben und Tümpeln ist die gefährdete Moosblasenschnecke zu finden.